# Eduardo Fernández (político argentino)
Eduardo Gabriel Fernández (Córdoba, 9 de junio de 1952) es un contador público y político argentino del Partido Solidario, que se desempeñó como diputado nacional por la provincia de Córdoba desde 2019 hasta 2023.

## Biografía
Nació en 1952 en la ciudad de Córdoba. Estudió contabilidad en la Universidad Nacional de Córdoba.
Ha hecho su carrera política en el Partido Solidario (PSOL). En las elecciones provinciales de 2011, fue candidato del Nuevo Encuentro a la gobernación de la provincia de Córdoba. Obtuvo el 0,93% de los votos, quedando en el quinto lugar.
En las elecciones legislativas de 2017, fue el tercer candidato en la lista de la alianza Córdoba Ciudadana, encabezada por Pablo Carro. La lista recibió el 9,71% de los votos, suficiente para que sólo Carro fuera elegido. Se postuló nuevamente en las elecciones legislativas de 2019, esta vez como primer candidato en la lista del Frente de Todos, junto a Gabriela Estévez. La lista obtuvo el 22,31% de los votos y resultaron elegidos tanto Fernández como Estévez.
Se desempeñó como vicepresidente segundo de la comisión de Pequeñas y Medianas Empresas e integro como vocal las comisiones de Análisis y Seguimiento de Normas Tributarias y Previsionales; de Ciencia, Tecnología e Innovación Productiva; de Comunicaciones e Informática; de Economía; de Finanzas; de Industria; de Presupuesto y Hacienda; y de Recursos Naturales y Conservación del Ambiente Humano. Fue partidario de la legalización del aborto en Argentina, votando a favor del proyecto de ley de Interrupción Voluntaria del Embarazo de 2020 que fue aprobado por el Congreso argentino.